# Palkó Dárdai
Pál „Palkó” Dárdai (ur. 24 kwietnia 1999 w Berlinie) – węgierski piłkarz urodzony w Niemczech, grający na pozycji napastnik w Hercie BSC.

## Życie Prywatne
Jego ojcem jest Pál Dárdai, który jest trenerem Herthy BSC. Ma dwóch młodszych braci, którzy również są piłkarzami, Mártona i Bence. Wszyscy bracia są zawodnikami Herthy.